# Gniezno (gmina wiejska)
Gniezno – gmina wiejska w województwie wielkopolskim, w powiecie gnieźnieńskim. W latach 1975–1998 gmina położona była w województwie poznańskim.
Siedziba gminy to Gniezno.
Według danych z listopada 2014 gminę zamieszkiwały 10 584 osoby.
[źródło: Państwowa Komisja Wyborcza-Wybory samorządowe 2014, dostęp 2015-01-02] Natomiast według danych z 31 grudnia 2019 roku gminę zamieszkiwało 12 268 osób.

## Struktura powierzchni
Według danych z roku 2002 gmina Gniezno ma obszar 177,99 km², w tym:
- użytki rolne: 76%
- użytki leśne: 14%

Gmina stanowi 14,19% powierzchni powiatu.

## Demografia
Dane z 31 grudnia 2012 
| Opis                              | Ogółem | Ogółem | Kobiety | Kobiety | Mężczyźni | Mężczyźni |
| --------------------------------- | ------ | ------ | ------- | ------- | --------- | --------- |
| jednostka                         | osób   | %      | osób    | %       | osób      | %         |
| populacja                         | 10248  | 100    | 5131    | 50,07   | 5117      | 49,93     |
| gęstość zaludnienia (mieszk./km²) | 57,58  | 57,58  | 28,83   | 28,83   | 28,75     | 28,75     |

Źródło: Bank Danych Lokalnych GUS, dostęp 17.12.2013

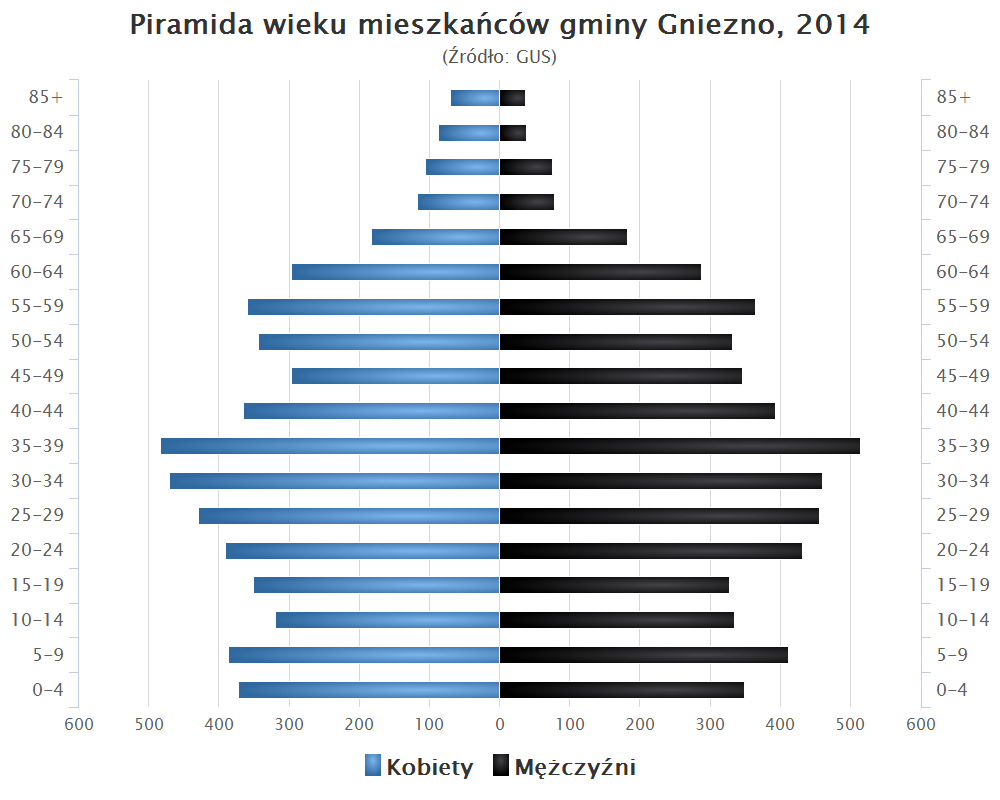
Piramida wieku mieszkańców gminy Gniezno w 2014 roku

## Sołectwa
Braciszewo, Dalki, Dębówiec, Ganina, Goślinowo, Jankowo Dolne, Kalina, Krzyszczewo, Lubochnia, Lulkowo, Łabiszynek, Mączniki, Mnichowo, Modliszewo, Modliszewko, Napoleonowo, Obora, Obórka, Osiniec, Piekary, Pyszczyn, Pyszczynek, Skiereszewo, Strzyżewo Kościelne, Strzyżewo Paczkowe, Strzyżewo Smykowe, Szczytniki Duchowne, Wełnica, Wierzbiczany, Wola Skorzęcka, Zdziechowa.

## Sąsiednie gminy
Czerniejewo, Gniezno (miasto), Kłecko, Łubowo, Mieleszyn, Niechanowo, Rogowo, Trzemeszno, Witkowo